# Chapelle du collège des Jésuites de Maubeuge
La chapelle du collège des Jésuites de Maubeuge, actuellement dénommé Salle Sthrau  est une chapelle située à Maubeuge dans le département du Nord.
Les façades et les toitures de la chapelle sont de style baroque du 17e siècle et sont inscrites au titre des monuments historiques par arrêté du 4 novembre 1958. L'intérieur, la salle de bal, la salle de musique, le foyer et l'escalier d'honneur et les décors sont inscrits au titre des monuments historiques par arrêté du 1er décembre 1997.

## Histoire
La chapelle du collège des Jésuites est édifiée en 1624 dans un style baroque par Jean de Block.
Elle est désacralisée en 1793 et renommée sous le nom de salle Sthrau. Elle a servi successivement de magasin d'armée, d'écurie de garnison, de caserne et de musée.
Avant 1914, elle accueille un musée (aujourd'hui le Musée Henri-Boez), une bibliothèque et une salle de musique, l’intérieur est détruit par les bombardements lors du siège de la ville en septembre 1914. 
En 1925, l’architecte Henri Lafitte reconstruit la salle dans un style Art déco en 2 ans.
La nouvelle salle s’organise sur deux niveaux, une salle de musique en bas et sous la verrière à l’étage, une salle de bal.
Elle sert un temps d’église après la Seconde Guerre mondiale à la suite de la destruction de l’église Saint-Pierre-et-Saint-Paul de Maubeuge et est donc resacralisée. 
La salle ferme en 1998 pour des raisons de sécurité. Elle sera restaurée pour ouvrir ses portes fin 2018.

## Description

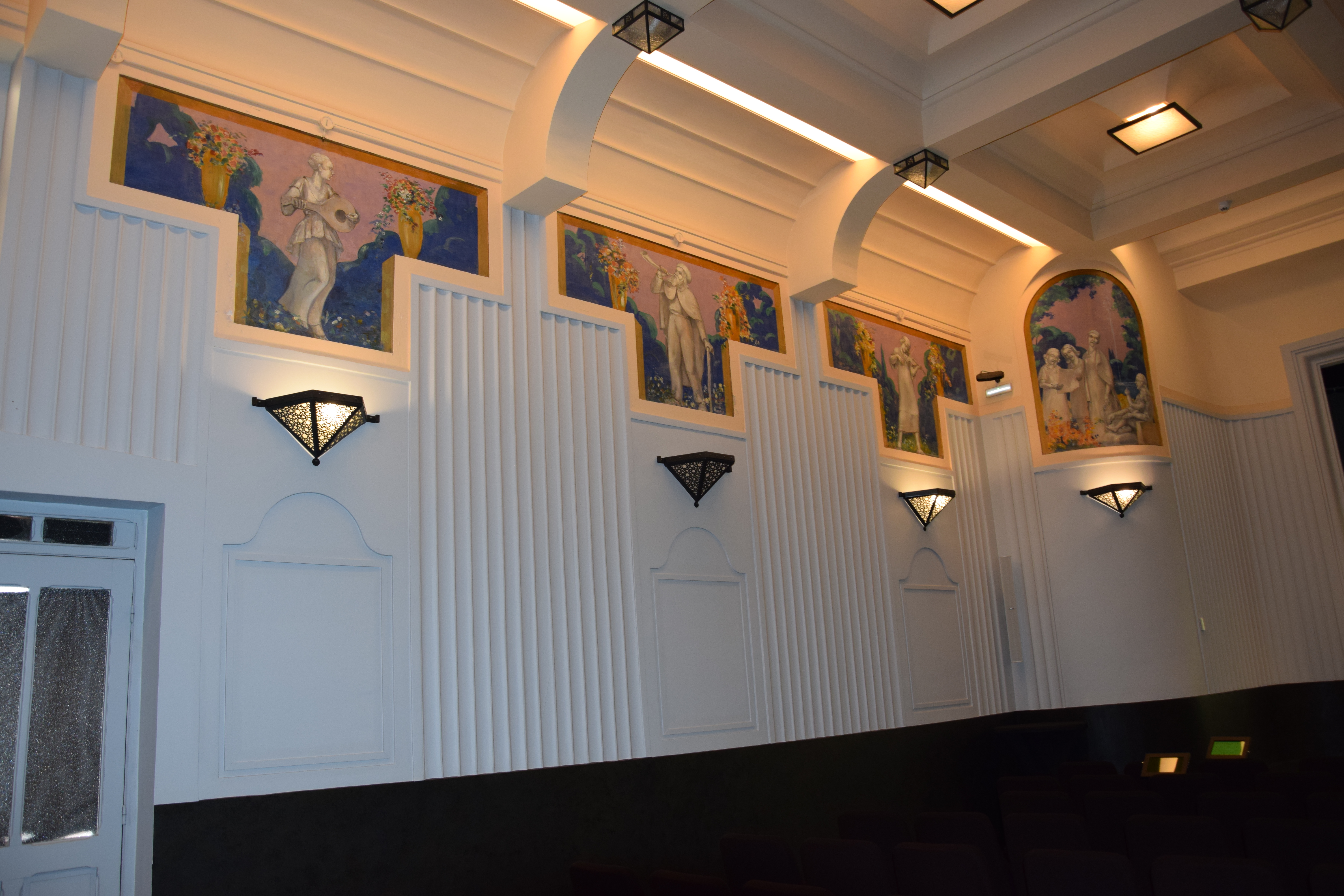

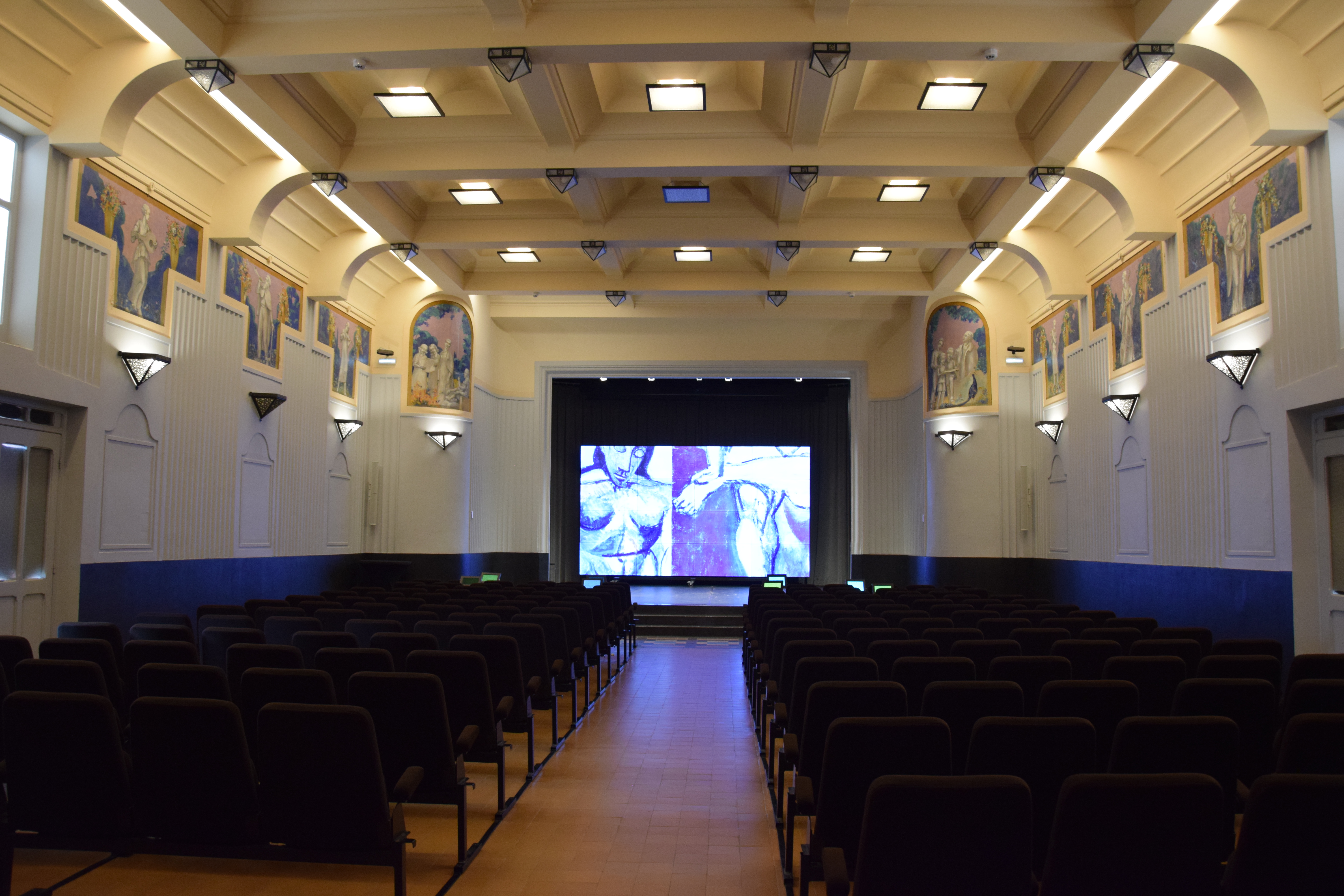

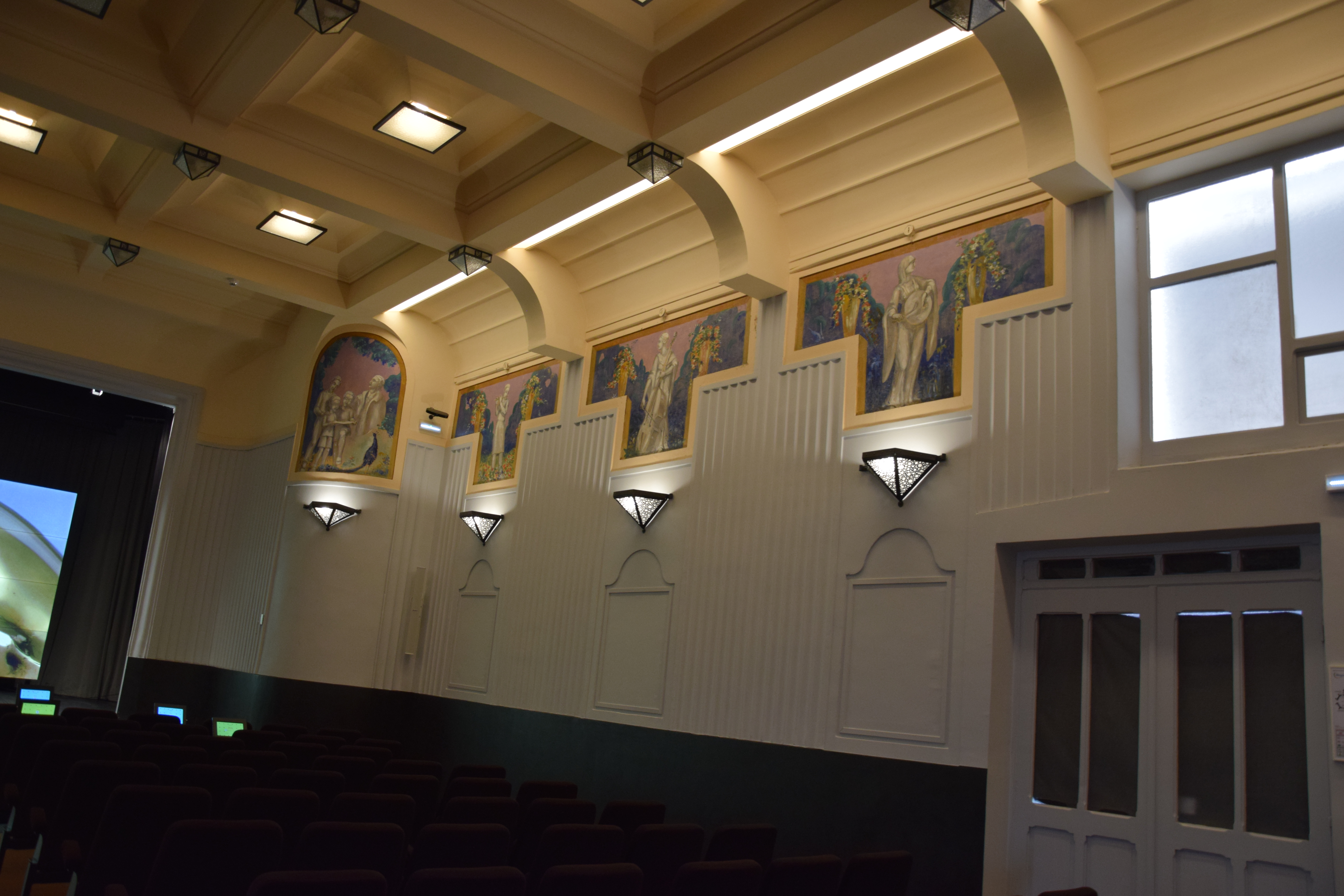

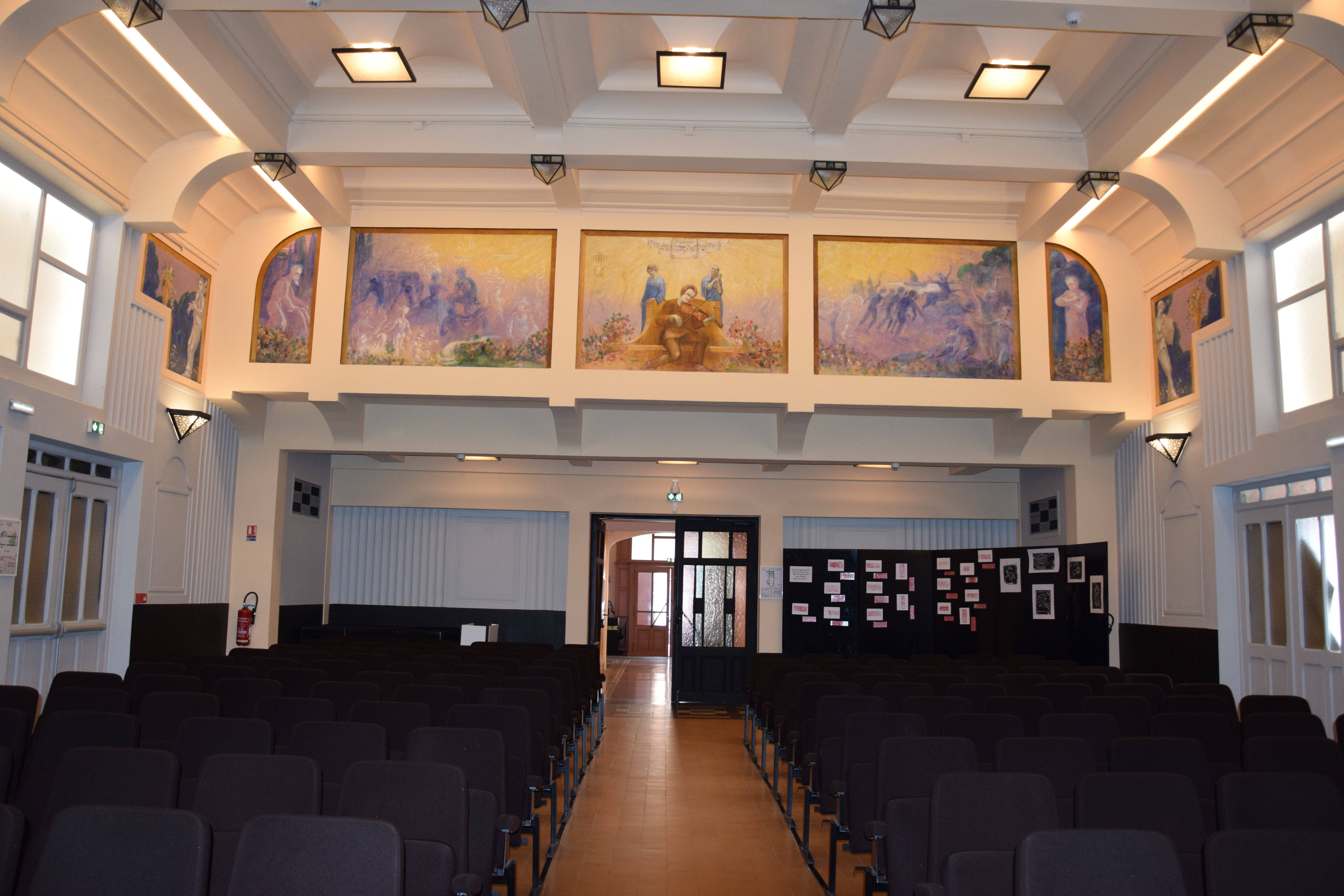

Au rez de chaussée se trouve la salle de musique qui accueille régulièrement des concerts et conférences ainsi que la Micro-folie les mercredis et weekend. On peut également y admirer de magnifiques peintures réalisées par Jean Lafitte. 

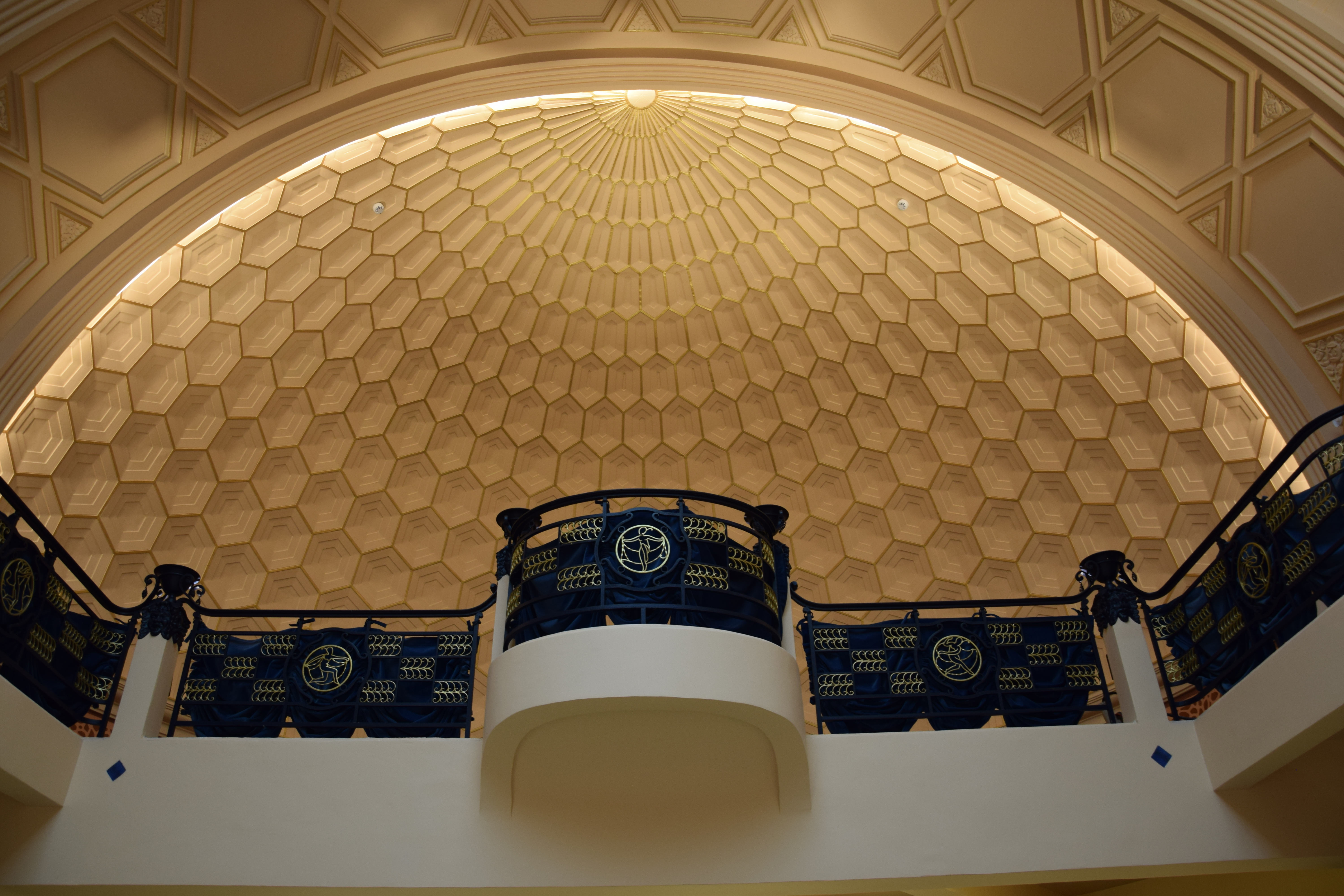
salle de bal

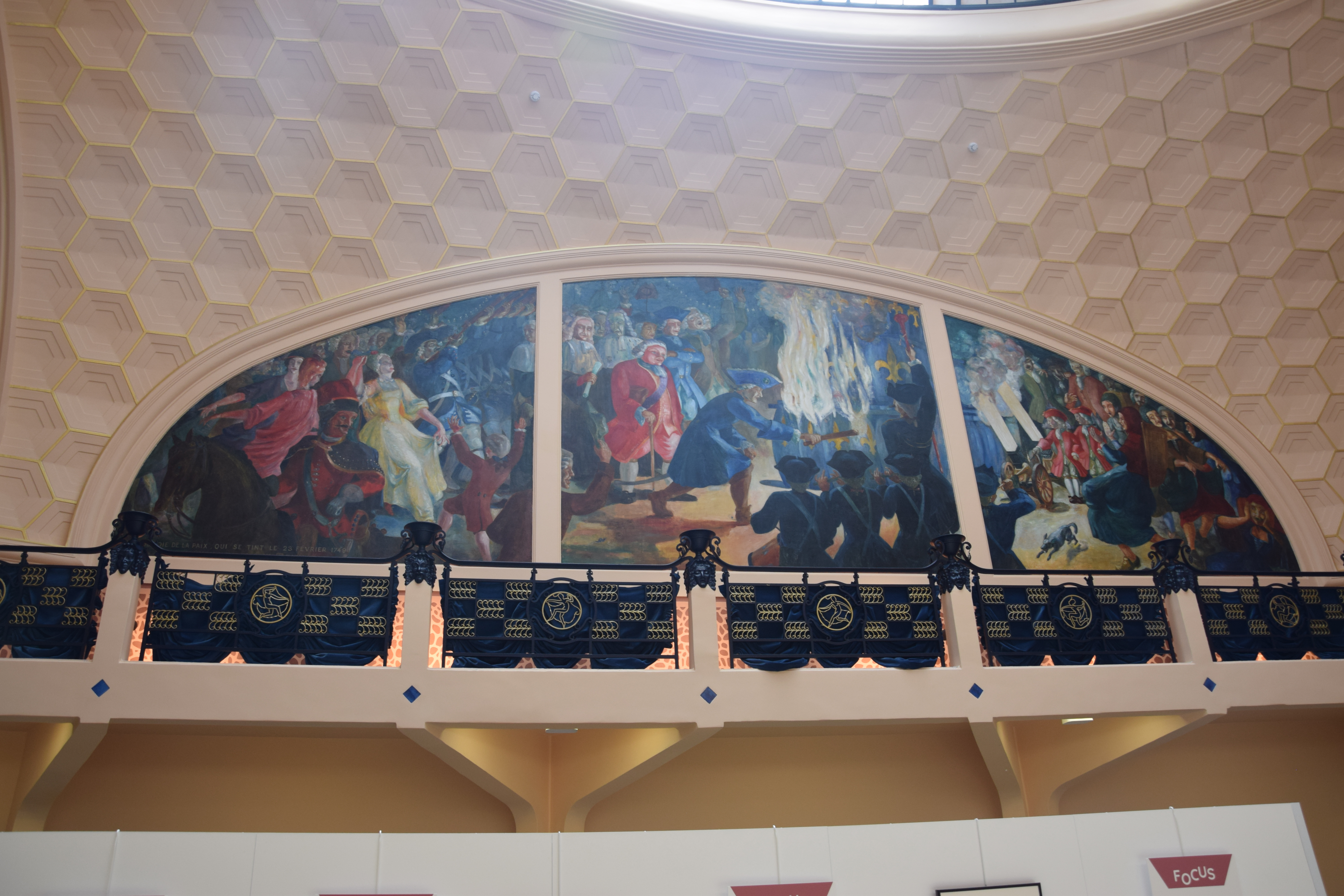
peinture réalisé par Jean Lafitte

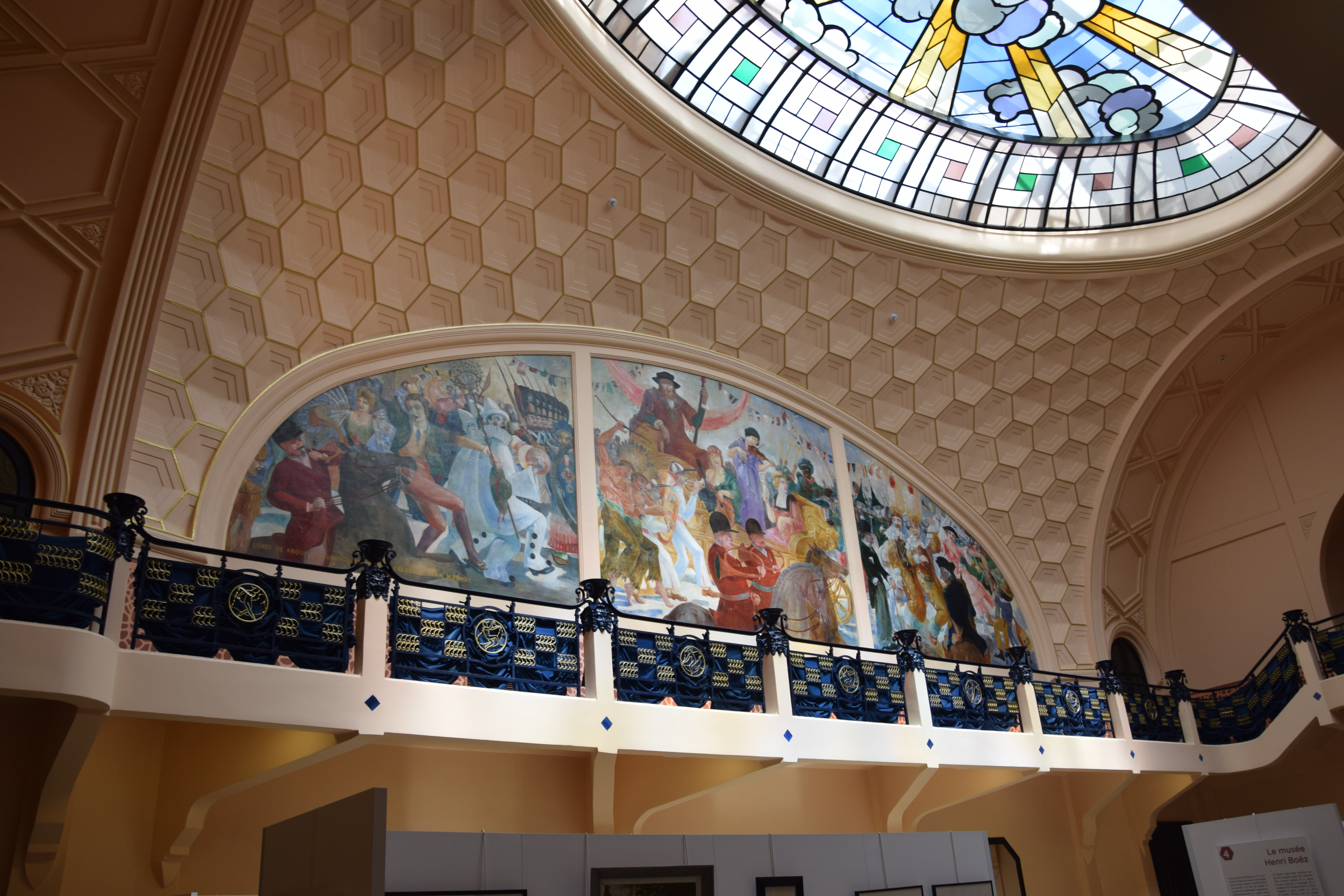
Peinture de la salle de bal, salle Sthrau

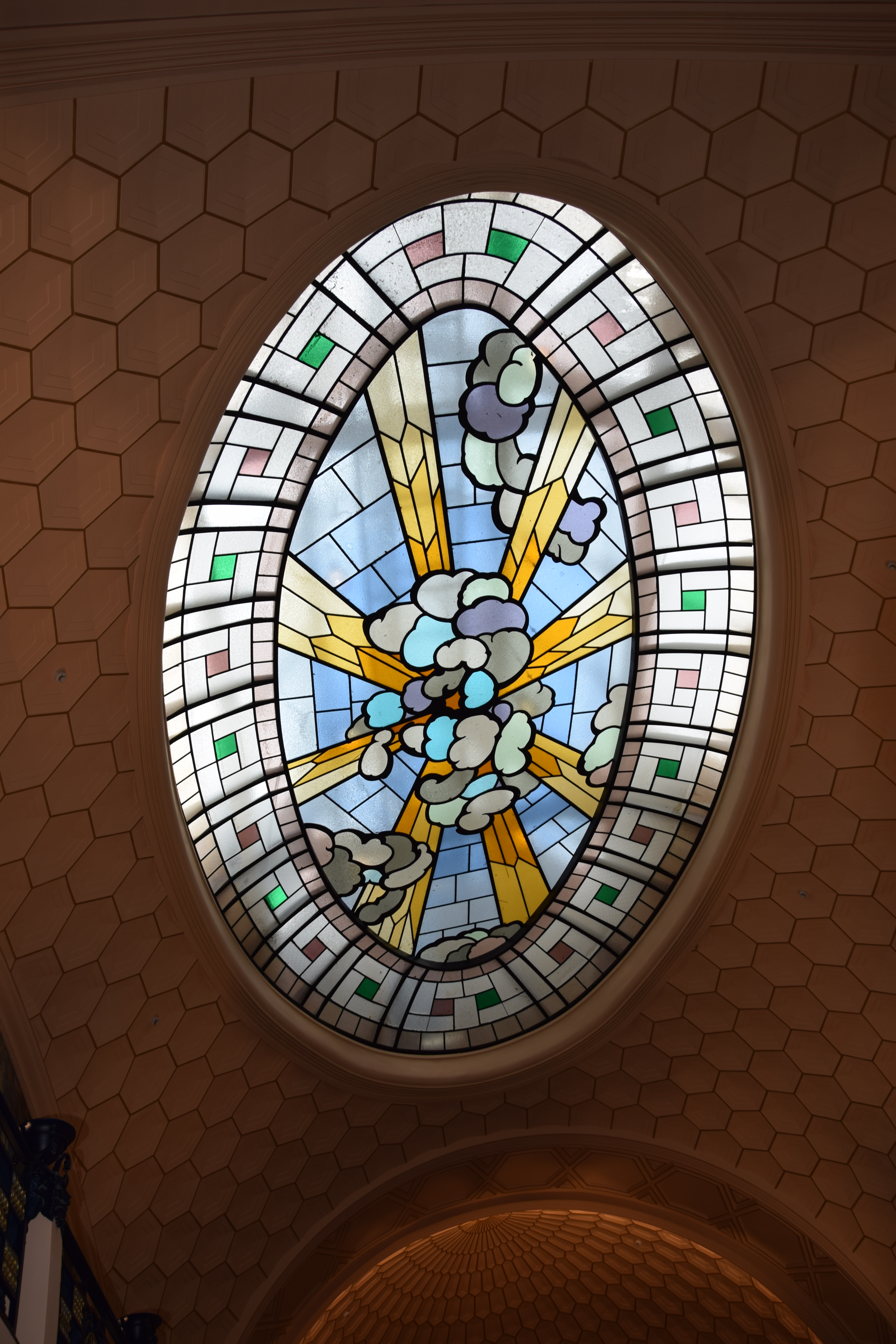

La salle de bal mesure dix mètres de largeur sur vingt-quatre mètres de longueur. Elle a 3 niveaux. Le fond de la salle, en cul-de-four, correspond à l'abside de  l’ancienne chapelle.
La salle est couverte d'une voûte en berceau à caissons et d'un plafond vitré en forme d'ellipse, et mesure douze mètres sur sept. Les murs sont décorées de deux fresques, portant l'inscription « Lafitte, 1927 » et représente pour l’une « La fête de la libération du 23 février 1749 «  et pour l’autre  « La fête Mabuse ». La voûte en nid d’abeilles est unique en son genre.
Le sol est décoré par de la  céramique de Douzies (quartier de Maubeuge).

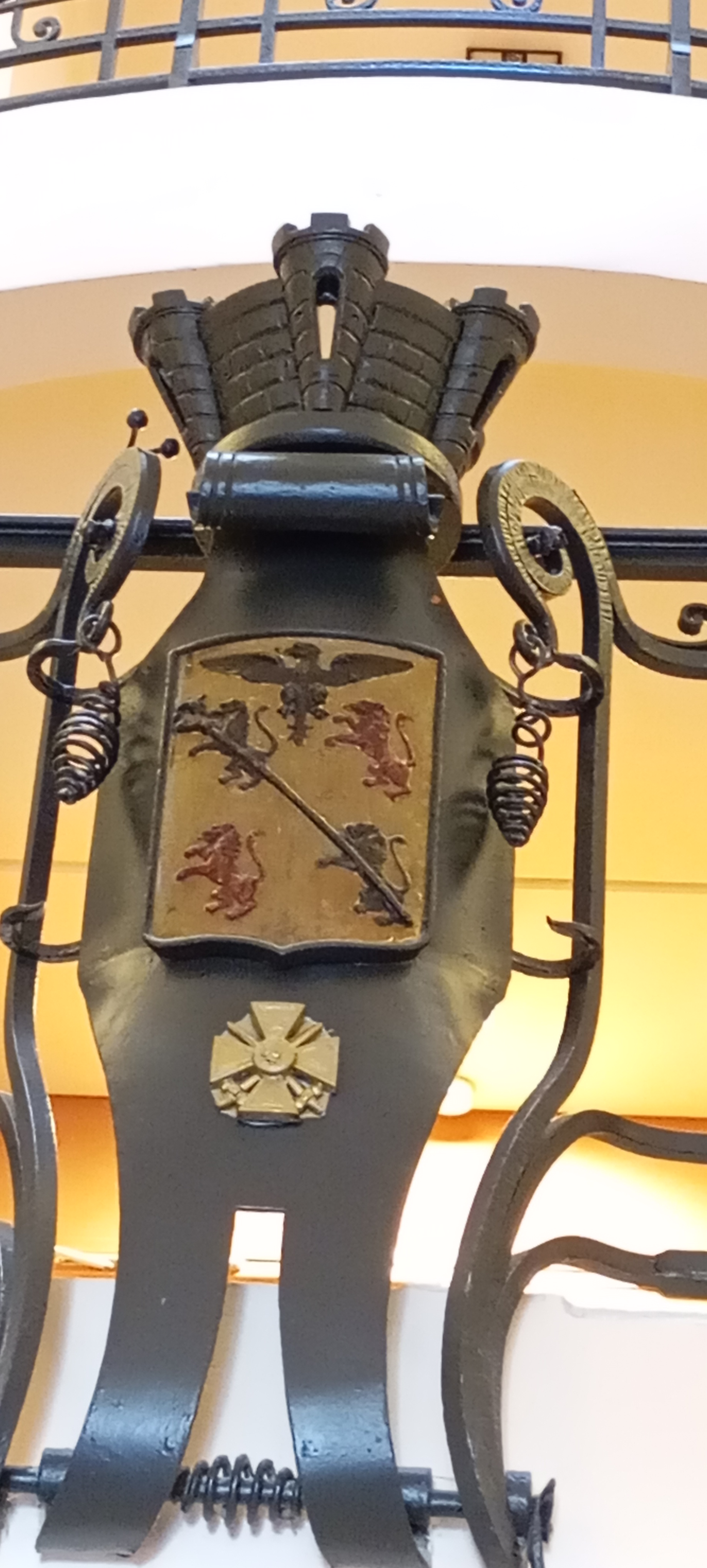
La Croix guerre 14/18 de Maubeuge a été intégrée au balcon de la salle Sthrau par les Frères Laffitte.

## Galerie

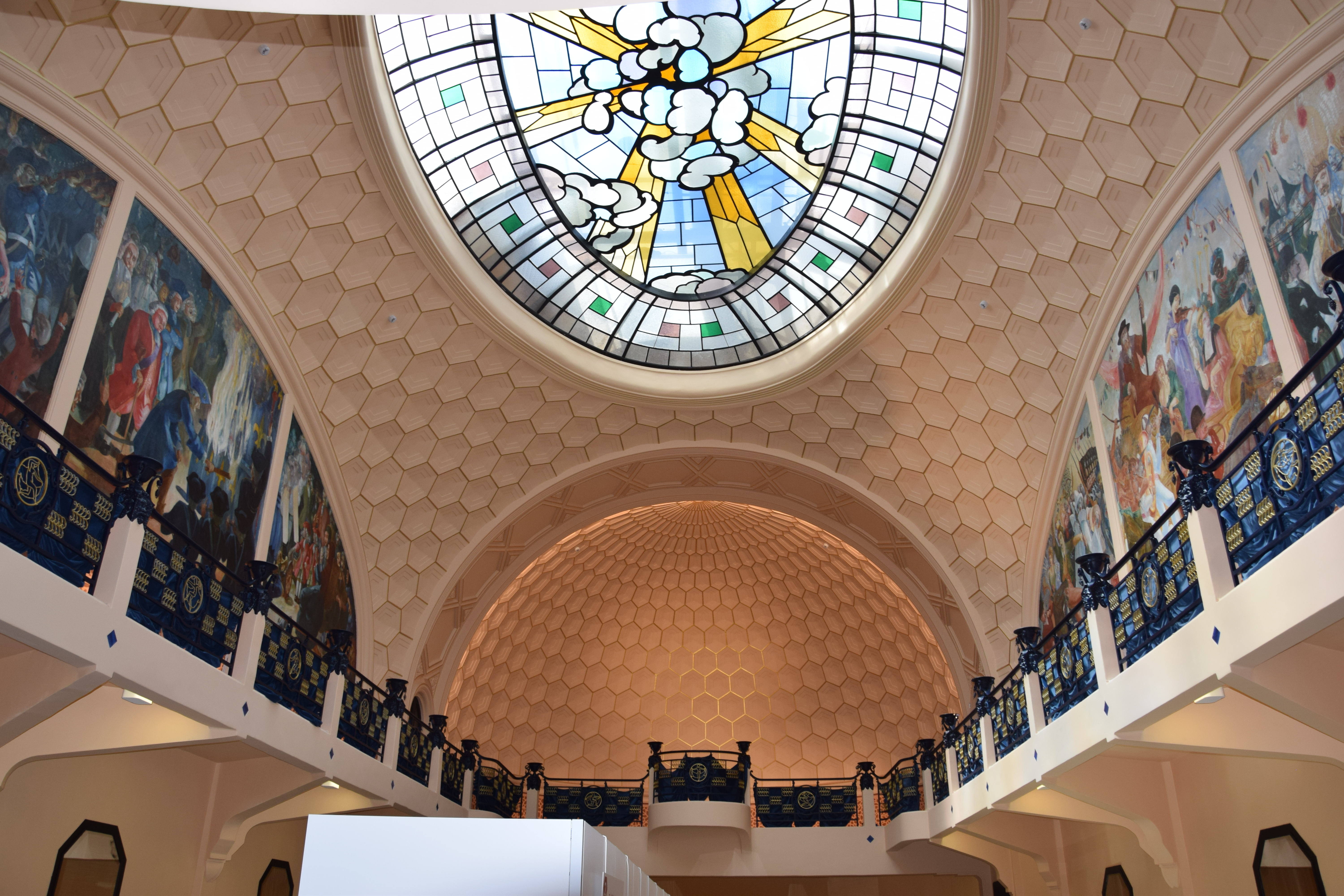
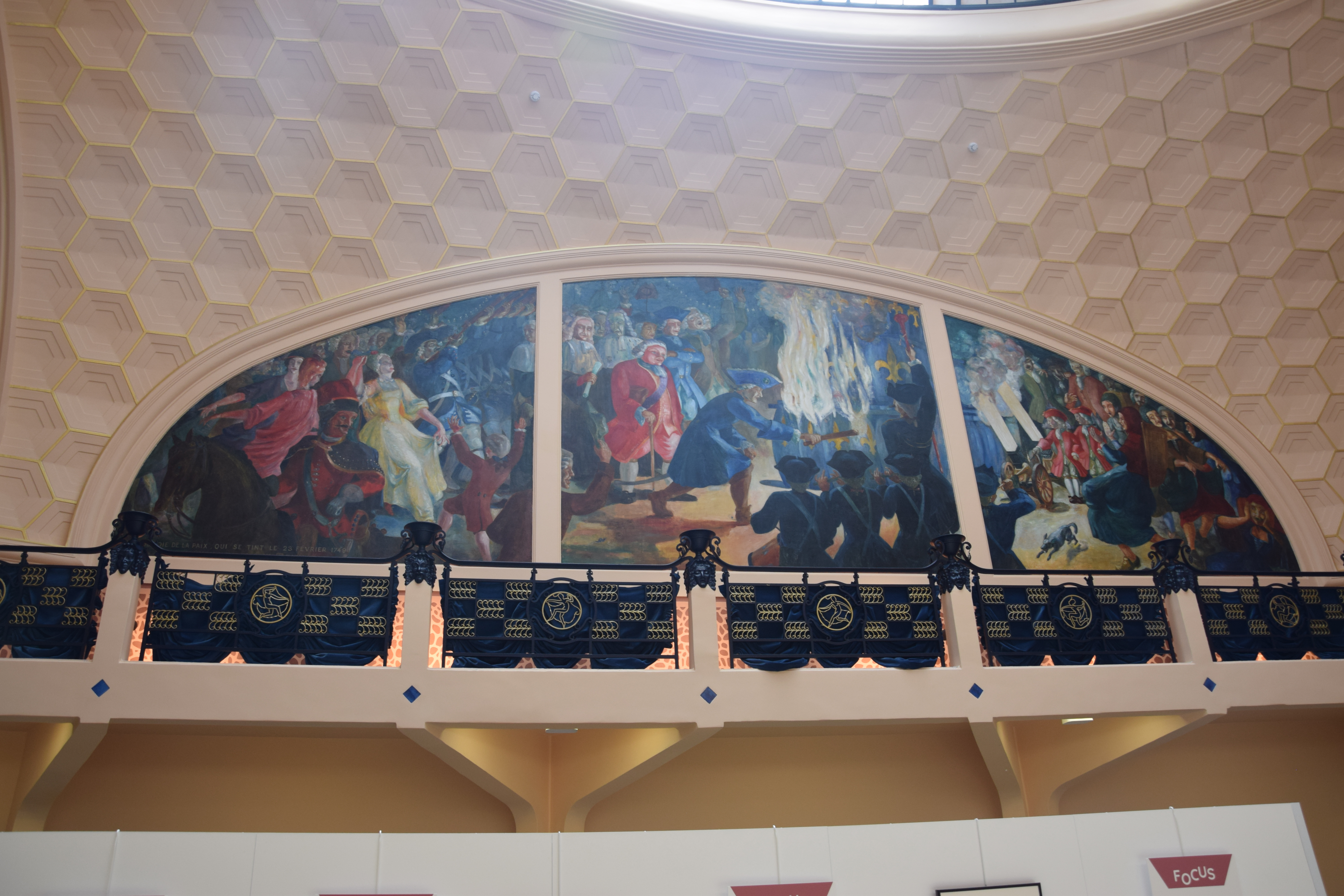
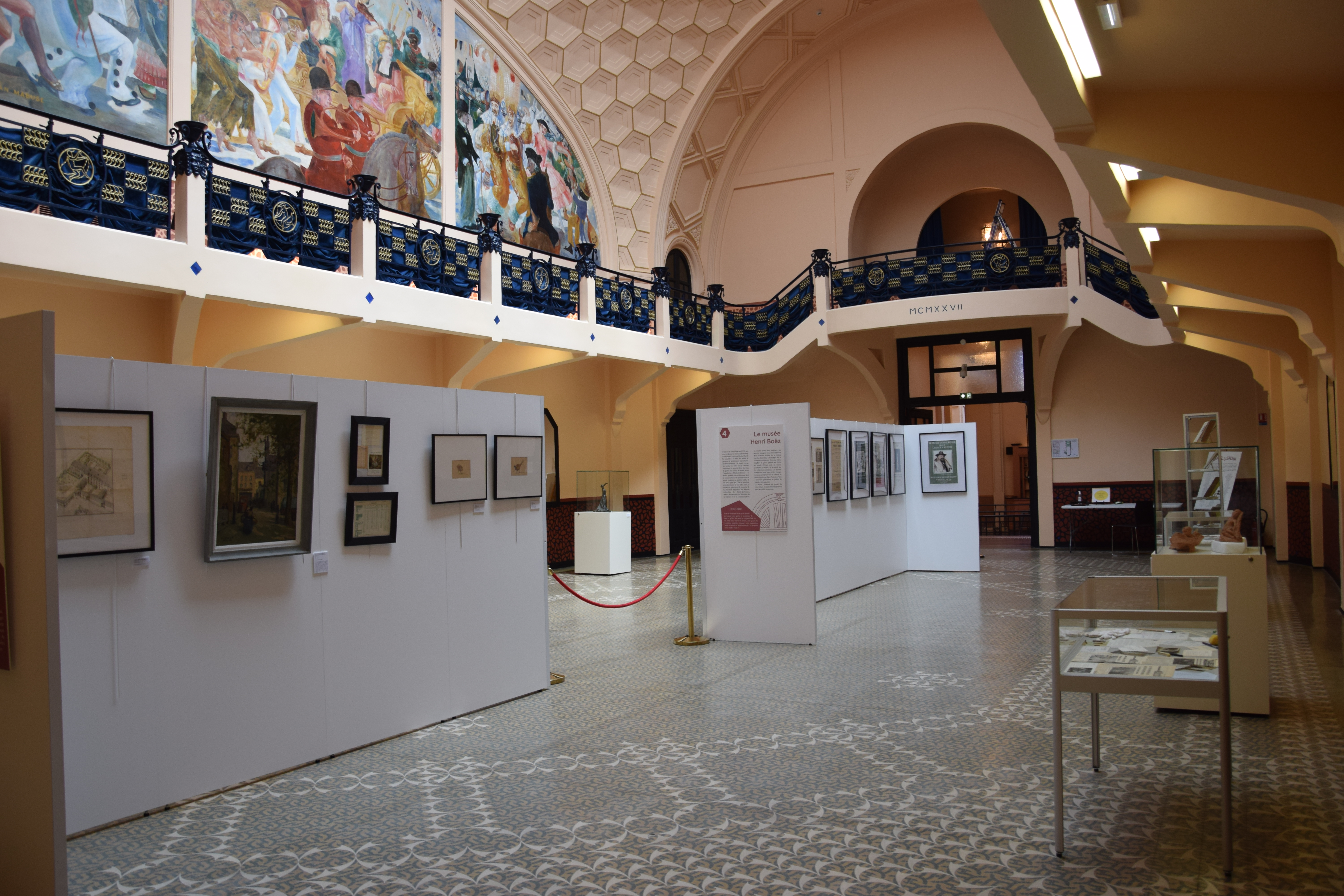